# مارجوري ديين
مارجوري ديين (بالإنجليزية: Marjorie Deanne)‏ هي ممثلة أمريكية، ولدت في 28 يناير 1917 في مقاطعة كامرون في الولايات المتحدة، وتوفيت في 21 مايو 1994 في ريدوود في الولايات المتحدة.

## وصلات خارجية
- مارجوري ديين على موقع IMDb (الإنجليزية)
- مارجوري ديين على موقع قاعدة بيانات الفيلم (الإنجليزية)